# Sideritis arborescens subsp. lusitanica
Sideritis arborescens subsp. lusitanica é uma subespécie de planta com flor pertencente à família Lamiaceae. 
A autoridade científica da subespécie é (Font Quer) Rivas Mart., T.E. Díaz & Fern.Gonz., tendo sido publicada em Itinera Geobotanica 3: 138. 1990.

## Portugal
Trata-se de uma subespécie presente no território português, nomeadamente em Portugal Continental.
Em termos de naturalidade é endémica da região atrás referida.

## Protecção
Não se encontra protegida por legislação portuguesa ou da Comunidade Europeia.